# Michael Rosenberger
Michael Rosenberger (Frohnhof, Franconie, 13 avril 1766 – Vienne, 12 novembre 1832) est un facteur de piano viennois.

## Biographie
En 1796, il devient citoyen de Vienne. Mais on ignore la date a laquelle il s'installe en Autriche, mais probablement, au plus tard, en 1786, car le droit de cité ne pouvait être acquis d'après la loi, qu'après une dizaine d'années d'un séjour à Vienne. 
Rosenberger est un des nombreux facteurs de piano, qui imite les instruments d'Anton Walter. Walter étant, dans les deux dernières décennies du XVIIIe siècle, le principal facteur de piano à Vienne et s'est efforcé de dépasser les instruments du célèbre facteur de piano d'Augsbourg, Johann Andreas Stein, en modifiant la mécanique et en renforçant le son. 
Toutes les claviers de Rosenberger possèdent la dite mécanique viennoise, un développement de la mécanique de Stein, inventé au plus tard en 1781.